# قطعنامه ۶۵۳ شورای امنیت
قطعنامه ۶۵۳ شورای امنیت سازمان ملل متحد که در تاریخ ۲۰ آوریل ۱۹۹۰ تصویب شد، سندی بین‌المللی دربارهٔ آمریکای مرکزی است. این قطعنامه طی نشست ۲۹۱۹ام با ۱۵ رای موافق، ۰ مخالف و ۰ ممتنع تصویب شد.